# Martin Witz
Martin Witz (* 1956 in Zürich) ist ein Schweizer Regisseur und Drehbuchautor von Spiel- und Dokumentarfilmen für Kino & Fernsehen.

## Leben
Nach dem Studium der Germanistik, der Europäischen Volksliteratur und der Publizistik war er Mitgründer des Videoladen Zürich und bis 1982 dort tätig. Seither ist Martin Witz als freier Filmschaffender vorab in der Schweiz und in Deutschland unterwegs. Er arbeitet auch als Filmeditor und Dramaturg für Dokumentarfilme in den Bereichen Geschichte, Politik und Kunst.

## Filmografie

### Regie
- 2024: Im Schatten der Träume – Regie, Drehbuch – Dokumentarfilm 90 min.
- 2018: Gateways to New York – Othmar H. Ammann and His Bridges – Regie, Drehbuch – Dokumentarfilm 90 min.
- 2011: The Substance – Albert Hofmanns LSD[1] Regie, Drehbuch – Dokumentarfilm 90 min.
- 2007: Dutti der Riese – Regie, Drehbuch – Dokumentarfilm 90 min.
- 2005: Indische Regen-Ernte – Regie, Schnitt – Dokumentarfilm 50 min.
- 2002: Malaria – Regie, Schnitt – Dokumentarfilm 50 min.

### Weitere Funktionen
- 2020: Zürcher Tagebuch – Dramaturgie, Narration – Dokumentarfilm 95 min. (Regie: Stefan Haupt)
- 2019: Rote Kapelle – Dramaturgie, Narration – Dokudrama 110 min. (Regie: Carl-Ludwig Rettinger)
- 2017: A Long Way Home – Schnitt – Dokumentarfilm 90 min. (Regie: Luc Schaedler)
- 2015: Als die Sonne vom Himmel fiel – Dramaturgie, Mitarbeit Schnitt – Dokumentarfilm 90 min. (Regie: Aya Domenig)
- 2013: Die Gentlemen baten zur Kasse – Drehbuch, Ko-Regie – Dokumentarfilm 160 min. (Regie: Carl-Ludwig Rettinger)
- 2013: Vergiss mein nicht – Dramaturgie, Narration – Dokumentarfilm 90 min. (Regie: David Sieveking)
- 2010: Hugo Koblet – Pédaleur de Charme – Drehbuch – DokuFiction 90 min. (Regie: Daniel von Aarburg)
- 2009: David wants to fly – Narration – Dokumentarfilm 90 min. (Regie: David Sieveking)
- 2008: Letter to Anna – Narration – Dokumentarfilm 85 min. (Regie: Eric Bergkraut)
- 2006: Angry Monk – Eine Reise durch Tibet – Schnitt, Narration – Dokumentarfilm 90 min. (Regie: Luc Schaedler)
- 2006: Ein Lied für Argyris – Narration, Tonmann – Dokumentarfilm 100 min. (Regie: Stefan Haupt)
- 2004: Der letzte Navigator – Schnitt, Narration – Dokumentarfilm 50 min. (Regie: Ueli Meier)
- 2004: Samba für Singles – Narration – Dokumentar-Serie arte/wdr (Regie: Rettinger/Richarz)
- 2002: Elisabeth Kübler-Ross – Narration, Tonmann – Dokumentarfilm 100 min. (Regie: Stefan Haupt)
- 2002: Von Werra – Drehbuch – Dokumentarfilm 95 min. (Regie: Werner Schweizer)
- 1992: Die Reisen des Santiago Calatrava – Musik – Dokumentarfilm 77 min. (Regie: Christoph Schaub)
- 1997: Marthas Garten – Drehbuch – Spielfilm 90 min. (Regie: Peter Liechti)
- 1997: Noel Field – Dokumentarfilm 90 min. (Regie: Werner Swiss Schweizer)
- 1993: Ludwig 1881 – Drehbuch – Spielfilm 90 min. (Regie: F.&D. Dubini)
- 1992: Am Ende der Nacht – Drehbuch – Spielfilm 88 min. (Regie: Christoph Schaub)
- 1992: Verzaubert auf Zeit – Ton – Filmporträt über den Kurator Harald Szeemann 45 min. (Regie: Gaudenz Meili)
- 1989: Dreissig Jahre – Drehbuch – Spielfilm 90 min. (Regie: Christoph Schaub)
- 1988: Filou – Drehbuch – Spielfilm 90 min. (Regie: Samir)
- 1987: Wendel – Drehbuch – Spielfilm 60 min. (Regie: Christoph Schaub)

## Auszeichnungen
- 2007: Zürcher Filmpreis – für Dutti der Riese
- 2012: Schweizer Filmpreis – Nomination Bester Dokumentarfilm für The Substance – Albert Hofmanns LSD
- 2012: San Francisco, Berlin & Beyond Filmfestival – Audience Award für The Substance – Albert Hofmanns LSD
- 2012: Paris Festival International du Film Scientifique Pariscience – Prix Audace für The Substance – Albert Hofmanns LSD
- 2012: Moscow Contemporary Science Film Festival – Special Jury Award für The Substance – Albert Hofmanns LSD
- 2019: Solothurner Filmtage –  Prix du Public / Audience Award für Gateways to New York – Othmar H. Ammann and His Bridges
- 2020: Swiss Critics Award / Preis der Filmkritik – Bester Schweizer Film 2019 für Gateways to New York – Othmar H. Ammann and His Bridges